# Feltia pectinicornis
Feltia pectinicornis är en fjärilsart som beskrevs av Smith 1890. Feltia pectinicornis ingår i släktet Feltia och familjen nattflyn. Inga underarter finns listade i Catalogue of Life.